# Familiefilm fra Flauenskjold
|  | Denne artikel er oprettet af botten Steenthbot ud fra en ekstern database. Den kan derfor have sproglige fejl eller mangler. Denne skabelon kan fjernes efter kontrol af indholdet. |

Familiefilm fra Flauenskjold er en dansk dokumentarisk optagelse.

## Handling
Private optagelser fra 1950'erne. Flauenskjold Kro. En københavnertur med optagelser fra Rådhuspladsen, Kastrup Lufthavn, Københavns Havn og udflugt til Mindelunden. Drenge spiller fodboldkamp. Familiehygge i haven med kaffebord. Familieoptagelser. Færgen "Prinsessan Margaretha". Hørsholm Hotel. Fødevareproduktion (mejeri). Fest med dans. Et hjem vises frem: køkken, badeværelse med toilet og badekar, værelse med blomstertapet. Ferieudflugt til Tyskland: Hotel Altes Gasthaus. Optagelser fra gader i Ebeltoft og det gamle rådhus. Familie i haven foran orange bondehus med blåsprossede vinduer. Storkerede. Tilbage til ferieoptagelserne fra Tyskland. Havearbejde. Tivolimarked. Familiefest på kro. Udflugt med frokost i det grønne. Drenge leger i en have. Fodboldkamp. Udflugt til Marslev Mejeri på Fyn. Konfirmand? Udenlandsrejse. Familien hygger i haven. Familiefest med kaffebord i haven. Juleaften. Strandliv.